# 하이메 에스피날
하이메 유셉트 에스피날 파하르도(스페인어: Jaime Yusept Espinal Fajardo, 1984년 10월 14일~)는 푸에르토리코의 레슬링 선수로 2012년 하계 올림픽 남자 자유형 미들급에서 은메달을 획득했다. 그는 푸에르토리코 최초의 올림픽 레슬링 메달리스트이며 외국에서 태어난 최초의 푸에르토리코 올림픽 메달리스트이다.

## 기록
올림픽
- 2012년: 은메달
- 2016년: 11위

세계 선수권 대회
- 2007년: 26위
- 2009년: 9위
- 2011년: 11위
- 2013년: 31위
- 2014년: 19위
- 2015년: 34위
- 2017년: 13위
- 2019년: 32위